# Municipio de Concord (condado de Champaign)
El municipio de Concord (en inglés: Concord Township) es un municipio ubicado en el condado de Champaign en el estado estadounidense de Ohio. En el año 2010 tenía una población de 1422 habitantes y una densidad poblacional de 18,2 personas por km².

## Geografía
El municipio de Concord se encuentra ubicado en las coordenadas 40°10′8″N 83°50′59″O / 40.16889, -83.84972. Según la Oficina del Censo de los Estados Unidos, el municipio tiene una superficie total de 78.13 km², de la cual 77,94 km² corresponden a tierra firme y (0,24 %) 0,19 km² es agua.

## Demografía
Según el censo de 2010, había 1422 personas residiendo en el municipio de Concord. La densidad de población era de 18,2 hab./km². De los 1422 habitantes, el municipio de Concord estaba compuesto por el 97,47 % blancos, el 0,63 % eran afroamericanos, el 0,42 % eran amerindios, el 0,21 % eran asiáticos, el 0,21 % eran de otras razas y el 1,05 % eran de una mezcla de razas. Del total de la población el 0,7 % eran hispanos o latinos de cualquier raza.